# Snooker Shoot Out 2024
Snooker Shoot Out 2024 – dziesiąty rankingowy turniej snookerowy w sezonie 2024/2025. Odbył się w dniach 4 – 7 grudnia 2024 roku w Leicester Arena w Leicester.

## Nagrody finansowe
|                          | Nagroda   |
| ------------------------ | --------- |
| Zwycięzca                | 50 000 £  |
| Finał                    | 20 000 £  |
| Półfinał                 | 8 000 £   |
| Ćwierćfinał              | 4 000 £   |
| Ostatnia 16 (4. runda)   | 2 000 £   |
| Ostatnia 32 (3. runda)   | 1 000 £   |
| Ostatnia 64 (2. runda)   | 500 £     |
| Ostatnia 128 (1. runda)  | 250 £     |
| Najwyższy break turnieju | 5 000 £   |
| Łączna pula nagród       | 171 000 £ |

## Wyniki turnieju
Pary kolejnych rund są losowane po zakończeniu rundy poprzedniej.

### Runda 1
4 grudnia – 14:00

- Ross Muir 0-68  Mark Allen
- Hossein Vafaei 46-34  Julien Leclercq
- Jiang Jun 7-58  Antoni Kowalski
- Lü Haotian 65-28  Tian Pengfei
- Robert Milkins 45-42  Joe Shannon(inne języki)
- Louis Heathcote 65-31  Ahmed Aly Elsayed(inne języki)
- Jonas Luz 20-23  Paul Deaville(inne języki)
- David Gilbert 74-1  David Grace
- Matthew Selt 33-46  Ryan Day
- Dean Young 1-51  Florian Nüßle
- Fan Zhengyi 66-18  Wang Yuchen
- Daniel Boyes(inne języki) 13-80  Wu Yize
- Anthony McGill 40-7  Sophie Nix(inne języki)
- Joel Connolly(inne języki) 12-39  Aaron Hill
- Joe Perry 8-33  Gong Chenzhi
- Reanne Evans 8-79  Gary Wilson

4 grudnia – 20:00

- Thepchaiya Un-Nooh 75-30  Jimmy White
- Zhou Yuelong 57-49  Andrew Pagett
- Pang Junxu 33-65  Zak Surety
- Haris Tahir 16-40  David Lilley
- Jordan Brown 0-97  Si Jiahui
- Cheung Ka Wai 14-72  Andrew Higginson
- Huang Jiahao 74-15  Hammad Miah(inne języki)
- Xiao Guodong 23-11  Anthony Hamilton
- Matthew Stevens 24-18  Yuan Sijun
- Daniel Womersley(inne języki) 1-42  Long Zehuang
- Chris Totten 33-36  Duane Jones
- Ian Burns 28-60  Ma Hailong(inne języki)
- Joe O’Connor 46-44  Sanderson Lam
- Haydon Pinhey 34-3  Mitchell Mann
- Noppon Saengkham 30-17  Liu Hongyu
- Ashley Carty 43-13  Kayden Brierley(inne języki)

5 grudnia – 14:00

- Mark Selby 85-17  Siripaporn Nuanthakhamjan
- Stan Moody 11-14  Riley Powell(inne języki)
- Lewis Ullah(inne języki) 18-7  Steven Wardropper(inne języki)
- Jackson Page 33-5  Manasawin Phetmalaikul(inne języki)
- Nutcharut Wongharuthai 13-24  Liam Graham
- Zhang Anda 101-0  Hatem Yassen
- Siôn Stuart(inne języki) 12-27  Martin O’Donnell
- Alfred Burden 71-26  Ben Woollaston
- Graeme Dott 56-40  Ben Mertens
- Bai Yulu 47-36  Jamie Clarke
- Vladislav Grădinari 52-2  Daniel Wells
- Tom Ford 69-31  Xing Zihao(inne języki)
- Robbie Williams 44-30  Michael Holt
- Bulcsú Révész 35-23  Farakh Ajaib
- Jimmy Robertson 13-21  Liam Pullen
- Sean O’Sullivan(inne języki) 13-69  Shaun Murphy

5 grudnia – 20:00

- Neil Robertson 73-14  Simon Blackwell(inne języki)
- Oliver Lines 33-50  Allan Taylor
- Stuart Carrington(inne języki) 13-62  Dylan Emery
- Mark Davis 11-39  Liam Davies
- Julian Bojko 80-5  Jack Lisowski
- Ishpreet Singh Chadha 59-7  Amir Sarkhosh
- Mark Joyce 50-17  Joshua Thomond(inne języki)
- Gerard Greene 66-24  Robbie McGuigan
- He Guoqiang 52-29  Stuart Bingham
- Jamie Jones 84-1  Thor Chuan Leong
- Anton Kazakow 21-33  Artemijs Žižins
- Kreishh Gurbaxani 53-51  Lei Peifan
- Mostafa Dorgham(inne języki) 1-7  Elliot Slessor
- Alexander Ursenbacher 53-74  Xu Si
- Joshua Cooper(inne języki) 22-66  Jak Jones
- Allister Carter 17-2  Chris Wakelin

### Runda 2
6 grudnia – 14:00

- Graeme Dott 0-78  Robert Milkins
- Julian Bojko 17-39  Florian Nüßle
- Bulcsú Révész 45-73  Fan Zhengyi
- Artemijs Žižins 13-26  Ashley Carty
- Zhang Anda 65-12  Bai Yulu
- Antoni Kowalski 50-12  Riley Powell(inne języki)
- Gong Chenzhi 15-45  Huang Jiahao
- Hossein Vafaei 55-57  Andrew Higginson
- Wu Yize 52-51  Matthew Stevens
- Ryan Day 19-55  Dylan Emery
- David Lilley 13-14  Noppon Saengkham
- Anthony McGill 1-69  Duane Jones
- He Guoqiang 13-57  Liam Graham
- Ishpreet Singh Chadha 16-64  Jamie Jones
- Neil Robertson 59-49  Jackson Page
- Mark Allen 8-36  Si Jiahui

6 grudnia – 20:00

- Shaun Murphy 0-73  David Gilbert
- Thepchaiya Un-Nooh 0-63  Aaron Hill
- Liam Pullen 48-37  Zak Surety
- Gary Wilson 28-46  Liam Davies
- Elliot Slessor 60-21  Mark Joyce
- Alfred Burden 23-39  Robbie Williams
- Kreishh Gurbaxani 47-30  Xu Si
- Xiao Guodong 17-83  Martin O’Donnell
- Joe O’Connor 41-58  Allan Taylor
- Long Zehuang 15-18  Vladislav Grădinari
- Haydon Pinhey 62-21  Gerard Greene
- Tom Ford 72-10  Paul Deaville(inne języki)
- Ma Hailong(inne języki) 57-46  Lewis Ullah(inne języki)
- Zhou Yuelong 115-0  Louis Heathcote
- Allister Carter 50-19  Lü Haotian
- Mark Selby 73-8  Jak Jones

### Runda 3
7 grudnia – 14:00

- Neil Robertson 2-48  Liam Pullen
- Dylan Emery 8-50  Noppon Saengkham
- Zhou Yuelong 38-39  Florian Nüßle
- Duane Jones 21-39  Tom Ford
- Antoni Kowalski 85-9  Vladislav Grădinari
- Andrew Higginson 49-16  Ma Hailong(inne języki)
- Wu Yize 42-26  Liam Davies
- Zhang Anda 20-36  Elliot Slessor
- Mark Selby 26-7  Jamie Jones
- Liam Graham 43-37  Allister Carter
- Aaron Hill 37-42  Allan Taylor
- Si Jiahui 7-51  Martin O’Donnell
- Kreishh Gurbaxani 30-10  Ashley Carty
- Robbie Williams 49-42  Fan Zhengyi
- Huang Jiahao 81-0  David Gilbert
- Robert Milkins 56-21  Haydon Pinhey

### Runda 4
7 grudnia – 20:00

- Mark Selby 80-0  Liam Pullen
- Antoni Kowalski 18-30  Florian Nüßle
- Allan Taylor 3-42  Andrew Higginson
- Elliot Slessor 43-46  Wu Yize
- Robert Milkins 31-56  Martin O’Donnell
- Robbie Williams 11-50  Huang Jiahao
- Kreishh Gurbaxani 26-55  Tom Ford
- Noppon Saengkham 7-59  Liam Graham

### Ćwierćfinały
7 grudnia – 22:00

- Mark Selby 104-1  Florian Nüßle
- Wu Yize 71-6  Andrew Higginson
- Martin O’Donnell 13-19  Liam Graham
- Tom Ford 64-23  Huang Jiahao

### Półfinały
7 grudnia – 23:00
- Liam Graham 38-20  Mark Selby
- Tom Ford 37-32  Wu Yize

### Finał
7 grudnia – 23:30
- Liam Graham 28-31  Tom Ford

## Breaki stupunktowe fazy głównej turnieju
- 101  Zhou Yuelong